# Gambusia krumholzi
Gambusia krumholzi là một loài cá thuộc họ Poeciliidae. Nó là loài đặc hữu của México.